# Agenzia dell'Unione europea per le ferrovie
L'Agenzia dell'Unione europea per le ferrovie (ERA) è un'agenzia dell'Unione europea che garantisce la sicurezza ferroviaria e l'interoperabilità tra gli Stati membri dell'Unione. La sua missione è contribuire alla piena operatività di uno spazio ferroviario unico europeo, senza frontiere.
È membro dell'Istituto europeo per le norme di telecomunicazione (ETSI).

## Storia
La decisione di istituire l'Agenzia ferroviaria europea è stata deliberata il 29 aprile 2004 congiuntamente dal Parlamento europeo e Consiglio dell'Unione europea. L'agenzia ha due sedi principali, entrambe in Francia: il quartier generale e tutti gli uffici si trovano a Valenciennes, mentre le conferenze e gli incontri internazionali hanno luogo a Lilla.
La piena attività è iniziata a metà del 2006. L'agenzia si occupa della creazione di un'area ferroviaria europea competitiva, che aumenti la compatibilità dei sistemi di ogni stato membro ed in parallelo assicuri i livelli di sicurezza richiesti.
Dal 15 giugno 2016, con l'entrata in vigore del quarto pacchetto dell'Unione sulle ferrovie, l'ERA ha cambiato nome da "Agenzia ferroviaria europea" a quello corrente. Nell'ambito di questa riforma a partire dal 2019 l'ERA ha assunto anche la responsabilità di autorità europea per:
- l'emissione dei certificati unici europei di sicurezza per le imprese ferroviarie;
- l'emissione delle autorizzazioni per i mezzi per operare in più paesi;
- accordare l'approvazione preventiva per le infrastrutture ERTMS.